# 브라티슬라바 시립박물관
브라티슬라바 시립박물관(슬로바키아어: Múzeum mesta Bratislavy)는 슬로바키아 브라티슬라바에 있는 박물관이다.
브라티슬라바의 역사를 초창기부터 20세기까지 기록하고 있으며, 슬로바키아에서 지속적으로 운영되고 있는 가장 오래된 박물관이다.